# Den franska beskickningen i Japan (1872–1880)

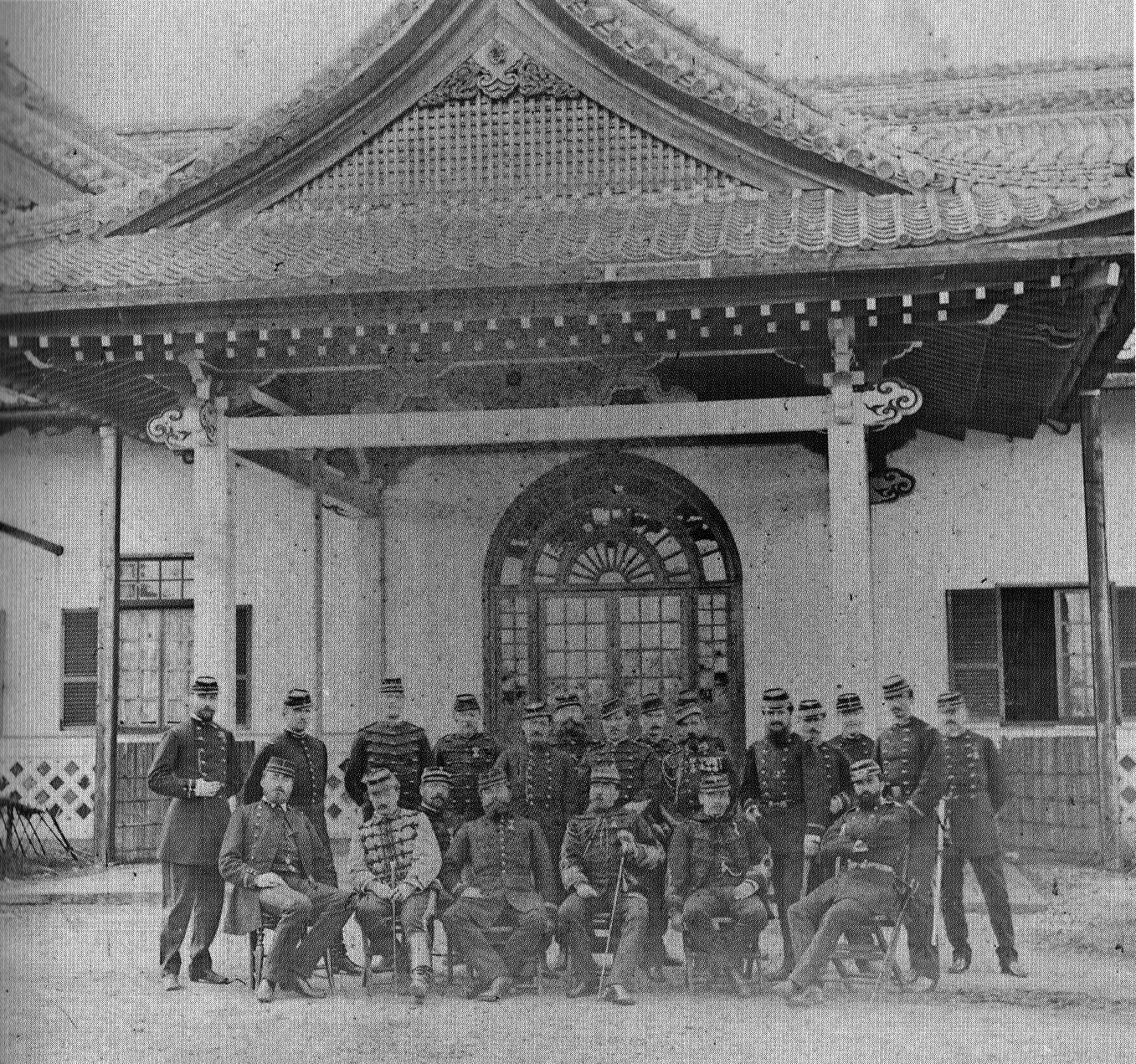
Den franska beskickningen i Japan (1872–1880)

Den franska beskickningen i Japan 1872–1880 var den andra franska beskickningen till landet. Den första beskickningen hade slutat i Boshinkriget och ledde så småningom till Meijiperioden.

### Översättning
Den här artikeln är helt eller delvis baserad på material från engelskspråkiga Wikipedia.